# 布里斯托酒店

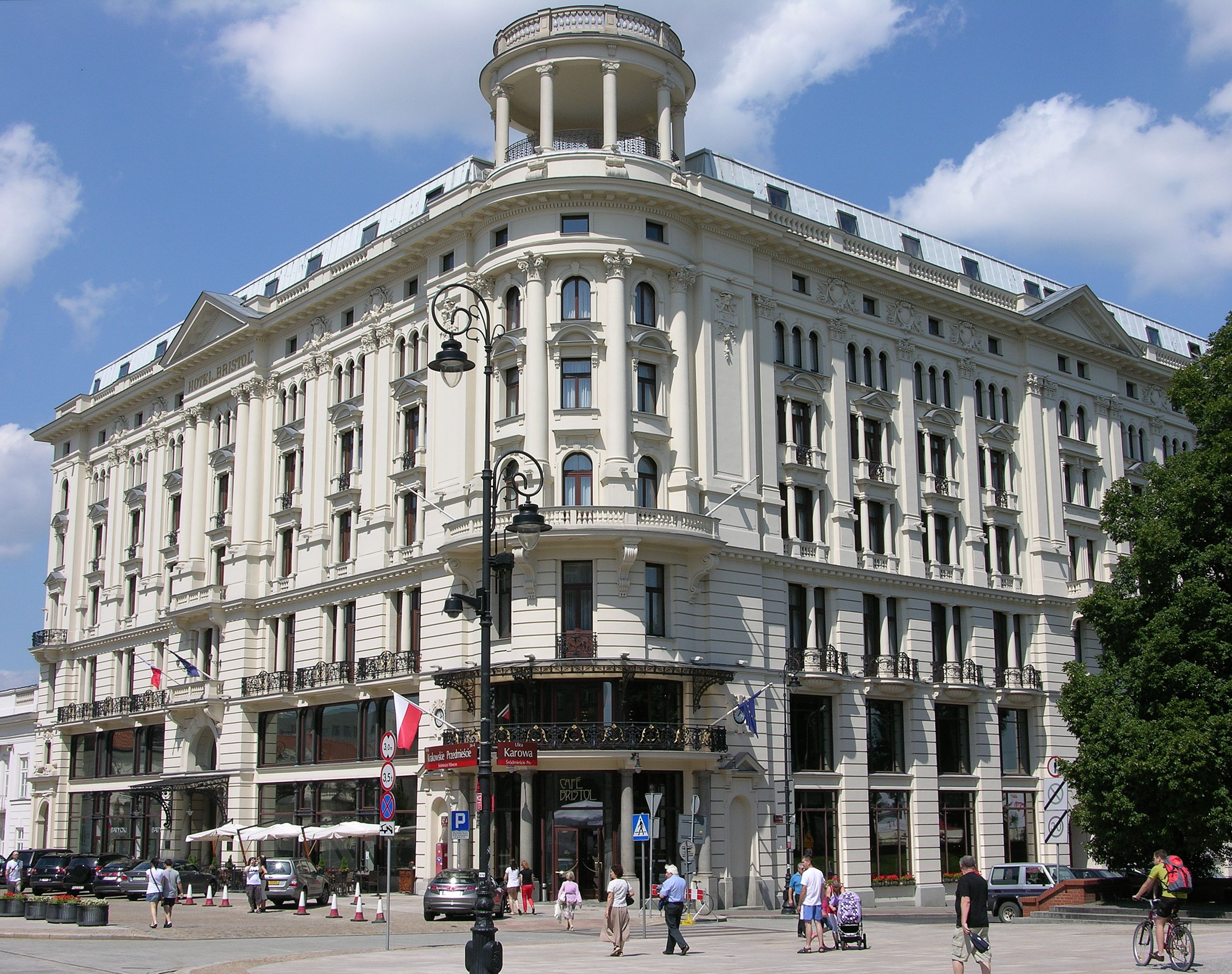
布里斯托酒店

布里斯托酒店（波蘭語：Hotel Bristol w Warszawie）是波蘭首都華沙的一家老牌酒店，緊鄰總統府。1899年4月22日開工建設，1901年11月19日。開業二戰期間這裡曾是納粹德國軍隊在華沙的行政總部，並幸運的受戰爭影響較小。戰後酒店重新裝修並開業。1948年酒店被國有化並成為專供國外遊客使用的酒店。1970年代後，酒店曾改為華沙大學的圖書館，後一度處於閒置狀態。共產黨政權倒台後，酒店恢復了昔日的輝煌，在1993年4月17日重新開業。

## 外部連結
- Official website （页面存档备份，存于）

52°14′32″N 21°0′58″E / 52.24222°N 21.01611°E